# Gato (U-Boot, 1968)
Die Gato, auch USS Gato (Kennung: SSN-615), war ein atomgetriebenes Jagd-U-Boot der Thresher-Klasse der United States Navy, das zwischen 1968 und 1996 in Dienst stand.

## Geschichte
1960 wurde der Auftrag, die Gato zu bauen, vergeben. Ende 1961 wurde der Kiel des Bootes bei Electric Boat gelegt. Da das Typschiff der Klasse, die Thresher noch während des Baus der Gato bei Testfahrten verloren ging, wurde im SUBSAFE-Programm entschieden, den Entwurf abzuändern, weshalb der Bau dreieinhalb Jahre dauerte und zwischen dem Stapellauf 1964 und der Indienststellung 1968 weitere dreieinhalb Jahre lagen. Das Boot ist nach einem Katzenhai benannt, der vor der Westküste Mexikos lebt.
Die Gato war am 15. November 1969, also kurz nach ihrer Indienststellung an einem ernsten Zwischenfall beteiligt. Das Boot operierte auf einer Tiefe von ca. 200 Fuß / 60 Metern in der Barentssee, einige Meilen vor der Mündung des Weißen Meeres. Dabei stieß das Schiff heftig mit einem sowjetischen U-Boot zusammen. Die K-19, ein Boot der Hotel-Klasse, traf die Gato direkt an der Stelle, an der sich der Reaktor befand. Während das amerikanische U-Boot keinen allzu schweren Schaden erlitt, musste die K-19 auftauchen. Der Vorfall wurde erst am 6. Juli 1975 von der New York Times öffentlich bekannt gemacht.
Am 25. April 1996 wurde die Gato außer Dienst gestellt und im Ship-Submarine Recycling Program in der Puget Sound Naval Shipyard abgewrackt.